# Gratwein-Straßengel
Gratwein-Straßengel [ɡʁatˈvaɪn ʃ͡tʁasˈɛŋgl̩] je město v okrese Štýrský Hradec-okolí ve Štýrsku, Rakousko. Vzniklo v roce 2015 sloučením obcí Gratwein, Judendorf-Straßengel, Eisbach a Gschnaidt. Díky tomu se stalo 6. největším městem ve Štýrsku. Má přibližně 13 tisíc obyvatel a rozlohu 86,6 km².